# Coelurus
Coelurus — рід целурозаврів динозаврів пізньої юрського періоду (середньо-пізній кімериджський фауністичний етап, 155—152 мільйони років тому). Назва означає «порожнистий хвіст», посилаючись на його порожнисті хвостові хребці (грец. κοῖλος, koilos — «порожнистий» + οὐρά, oura — «хвіст»). Хоча його назва пов’язана з одним з основних відділів тероподів (Coelurosauria), історично його погано вивчили, а іноді плутали з його більш відомим Ornitholestes.
Як і багато інших динозаврів, що вивчалися на початку розвитку палеонтології, він має заплутану таксономічну історію, коли кілька видів були названі, а потім перенесені до інших родів або занедбані. Лише один вид наразі визнаний дійсним: типовий вид, C. fragilis, описаний Отніелем Чарльзом Маршем у 1879 році. Він відомий з одного часткового скелета, знайденого у формації Моррісон у Вайомінгу, США. Це був маленький двоногий хижий з подовженими ногами.

## Опис
Целюр відомий з більшої частини скелета однієї особини, включаючи численні хребці, частково тазовий і плечовий пояси, а також більшу частину рук і ніг, що зберігаються в Музеї природної історії Пібоді; однак відносна повнота скелета не була відома до 1980 року. Скам'янілості були знайдені в кар'єрі Ріда 13 у Комо Блафф, Вайомінг. Крім того, дві кістки рук, які, можливо, належать до цього роду, відомі з кар’єру динозаврів Клівленд-Ллойда в Юті. Його вага оцінюється приблизно від 13 до 20 кілограмів, довжина — близько 2,4 метра, а висота стегон — 0,7 метра. Згідно з реконструкціями скелета, Целюр мав відносно довгу шию та тулуб через довгі хребці, довгу тонку задню кінцівку через довгу плюсну та, можливо, малий тонкий череп.

## Палеоекологія
Типовий зразок Coelurus agilis, YPM 2010 (тепер вважається синонімом Coelurus fragilis) був знайдений у члені басейну Браші формації Моррісон, в окрузі Олбані, штат Вайомінг. Зразок був зібраний Рідом у сірому пісковику та коричнево-зеленому аргіліті, які були відкладені за часи кімериджського віку юрського періоду, приблизно 157—152 мільйони років тому.
Формацію Моррісона інтерпретують як напівпосушливе середовище з чітко вираженими вологим і сухим сезонами та плоскими заплавами. Рослинність різноманітна: від гелерейних лісів із хвойних порід, деревних папоротей і папоротей до папоротеподібних саван із рідкісними деревами. Це було багате місце полювання на скам’янілі рештки зелених водоростей, грибів, мохів, хвощів, папоротей, цикасів, гінкго та кількох родин хвойних дерев. Інші виявлені скам'янілості включають двостулкових молюсків, равликів, променеперих риб, жаб, саламандр, черепах, сфенодонтів, ящірок, наземних і водних крокодиломорфів, кілька видів птерозаврів, численні види динозаврів і ранніх ссавців.
Целюр вважається дрібним наземним м'ясоїдним, що харчується дрібною здобиччю, як-от комахами, ссавцями та ящірками. Вважається, що це була швидка тварина, безсумнівно, швидша за подібного, але коротшого орнітолеста. Coelurus присутній у стратиграфічних зонах 2 і 5 формації Моррісон.

## Галерея

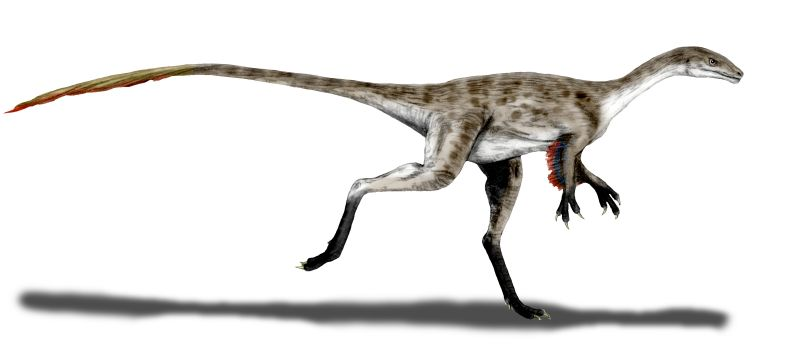
Художнє представлення
Розмір